# More Than That (Lauren Jauregui)
More Than That è un singolo della cantante statunitense Lauren Jauregui, pubblicato l'11 gennaio 2019 su etichetta Columbia Records.

## Video musicale
Il videoclip ufficiale, diretto da Lauren Dunn, è stato pubblicato il 18 gennaio 2019.

## Tracce
1. More than That – 2:38